# Cyrano (geslacht)
Cyrano is een geslacht van libellen (Odonata) uit de familie van de Chlorocyphidae (Juweeljuffers).

## Soorten
Cyrano omvat 2 soorten:
- Cyrano angustior Hämäläinen, 1989
- Cyrano unicolor (Hagen in Selys, 1869)